# Seperunki
Seperunki – dawna kolonia w Polsce, w województwie kujawsko-pomorskim, w powiecie wąbrzeskim, w gminie Ryńsk. Miejscowość zniesiona 1 stycznia 2017.
W latach 1975–1998 miejscowość administracyjnie należała do województwa toruńskiego.